# Nomorhamphus towoetii
Nomorhamphus towoetii is een straalvinnige vissensoort uit de familie van de Zenarchopterida. De wetenschappelijke naam van de soort is voor het eerst geldig gepubliceerd in 1972 door Ladiges.